# South Los Angeles

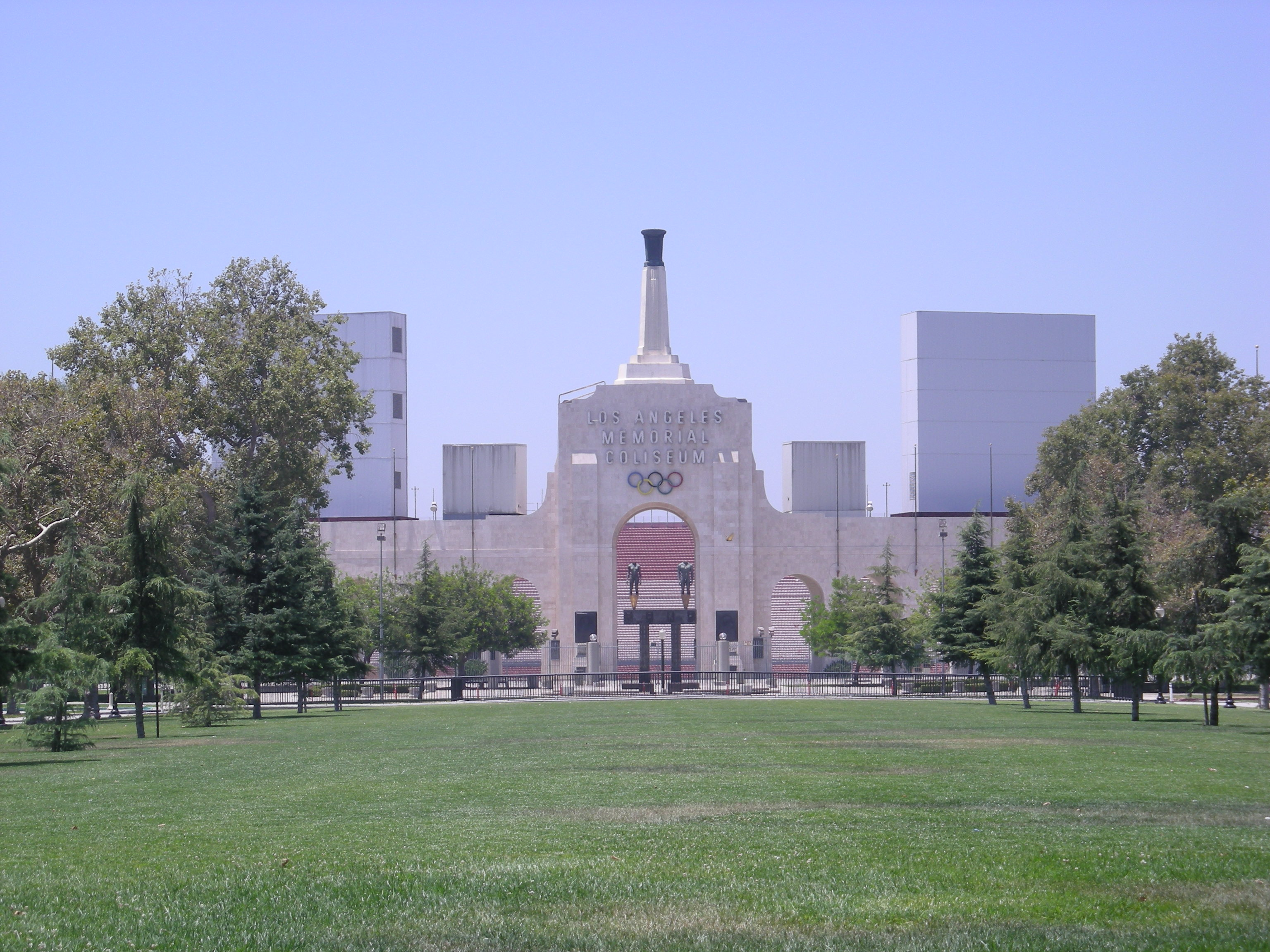
Los Angeles Memorial Coliseum

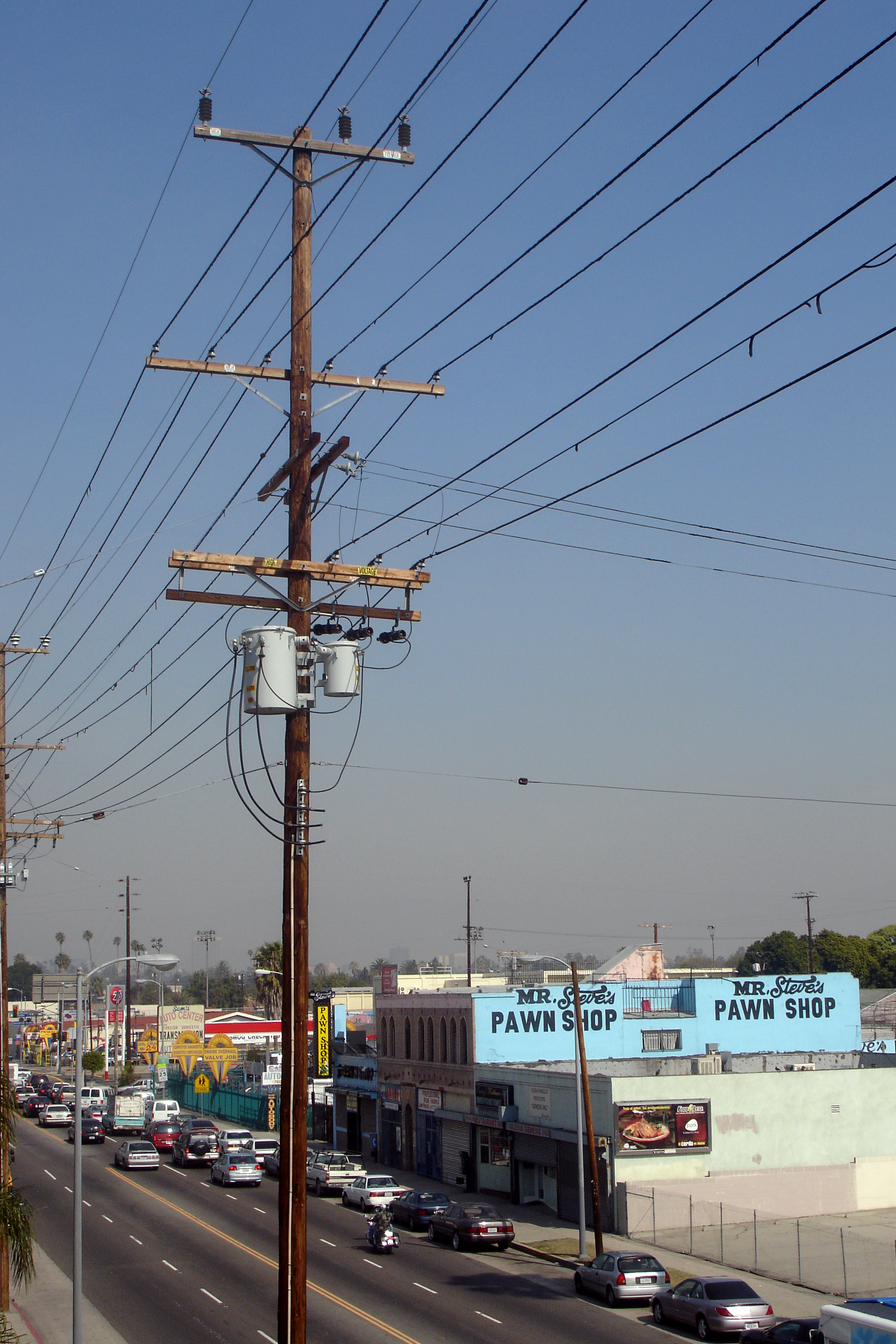
South Los Angeles

South Los Angeles („Süd-Los Angeles“, früher South Central Los Angeles, gelegentlich nur   South LA) ist ein Stadtteil der kalifornischen Millionenstadt Los Angeles.

## Lage
Der Stadtteil wird im Norden vom Santa Monica Freeway begrenzt, im Westen von der La Brea Avenue und im Süden vom Century Freeway.

## Charakteristik

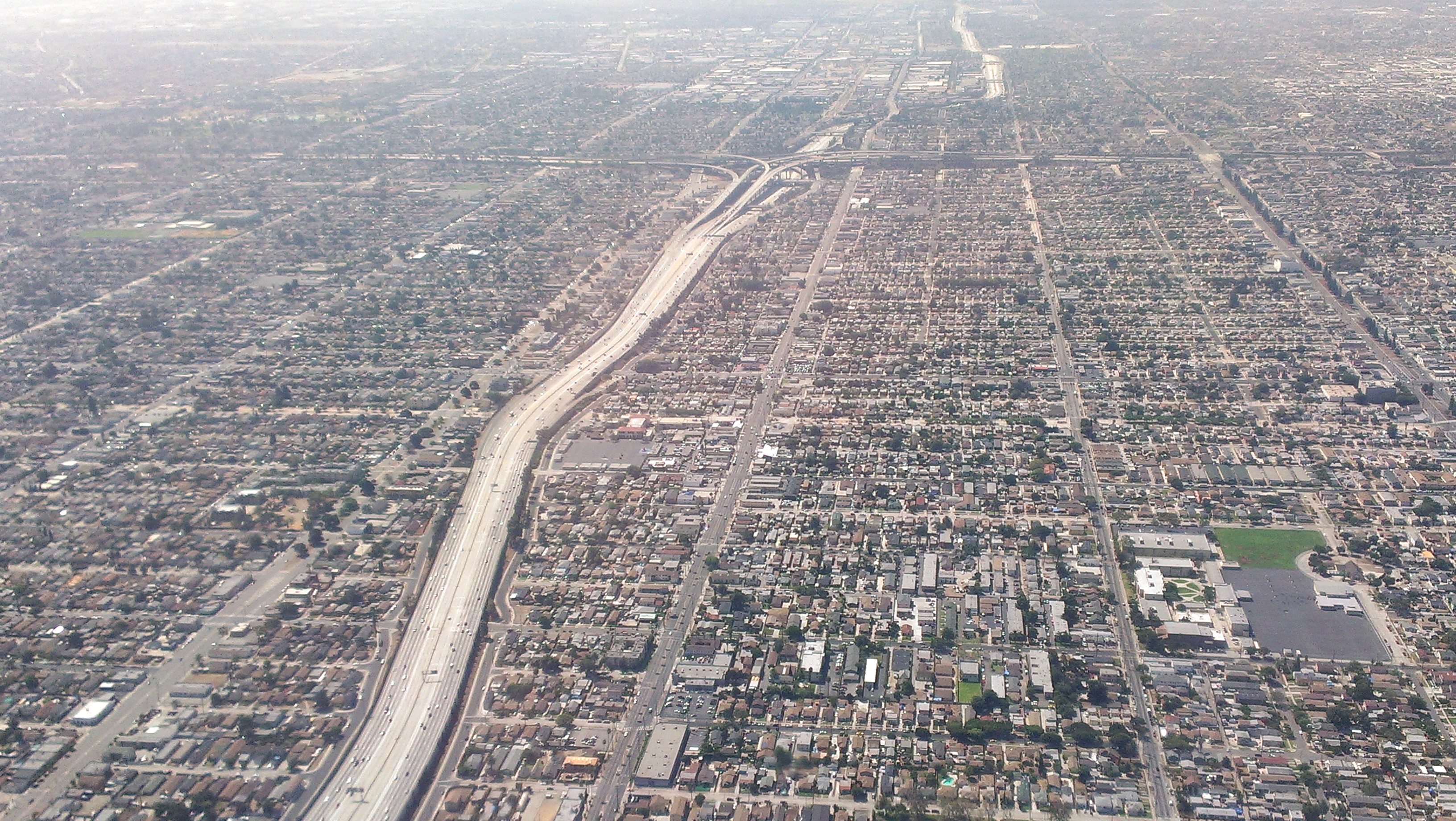
Blick über South Los Angeles entlang der Interstate 110

Im Jahr 2003 änderte die Stadt Los Angeles den Namen von South Central Los Angeles in South Los Angeles. Ziel war es, den Ruf der Gewalttätigkeit loszuwerden, da South Central als Synonym für Verbrechen und Gewalt stand. Umgangssprachlich ist das Viertel aber nach wie vor meist unter South Central bekannt, auch Zeitungen wie die Los Angeles Times nutzen meist beide Namen. Der neue Name ist zudem geographisch irreführend, da andere Stadtteile wie L.A. Harbor/San Pedro noch weiter südlich liegen.
South Los Angeles gilt oft als einer der gefährlichsten Bezirke von Los Angeles. Der Stadtteil war Hauptschauplatz der Unruhen in Los Angeles 1992. Ebenso ist der Stadtteil bekannt für seine Bandenkriminalität und war Gründungsort verschiedener überregional bekannter Straßengangs, wie etwa der Bloods und Crips, der 18th Street Gang, der Florencia 13, der 38th Street Gang, oder der Mara Salvatrucha. Immer wieder gibt es auch Auseinandersetzungen zwischen Afroamerikanern und Latinos.
South (Central) Los Angeles und die angrenzenden Gemeinden gelten als eine der Geburtsstätten des Westcoast-Hip-Hop und sind durch Musik und Medien weit über die Stadtgrenzen von Los Angeles hinaus bekannt. Rapper und Rap-Gruppen, wie etwa N.W.A oder Ice Cube, thematisieren in vielen ihrer Lieder das Leben auf den Straßen von South Central Los Angeles.

## In der Kultur
International bekannt wurde South Central unter anderem durch Spielfilme, die das Thema „sozialer Brennpunkt“ thematisieren. Beispiele sind hierbei Colors (1988), Boyz n the Hood (1991), South Central (1992), Menace II Society (1993), Friday (1995), John Singletons Baby Boy (2001), Training Day (2001), The Garden (2008) und End of Watch (2012).

## Sehenswürdigkeiten
Sehenswert in South Los Angeles sind das Los Angeles Memorial Coliseum, das Natural History Museum of Los Angeles County, das California African American Museum, die Los Angeles Memorial Sports Arena, das California Science Center, das Shrine Auditorium und  die Watts Towers.

## Stadtteile
- Arlington Park
- Athens on the Hill
- Baldwin Hills
  - Baldwin Hills Estates
  - Baldwin Village
  - Baldwin Vista
- Cameo Plaza
- Canterbury Knolls
- Century Palms
- Chesterfield Square
- Crenshaw
  - Crenshaw Manor
- Exposition Park
- Gramercy Park
- Hyde Park
- Jefferson Park
  - Historic Jefferson Park
- King Estates
- Leimert Park
- Magnolia Square
- Marlton Square
- Manchester Square
- View Heights
- Vermont Knolls
- Vermont Park
- Vermont Square
- Village Green
- Watts
- West Adams
  - Kinney Heights
  - North University Park
    - Figueroa Corridor

  - University Park
- West Alameda

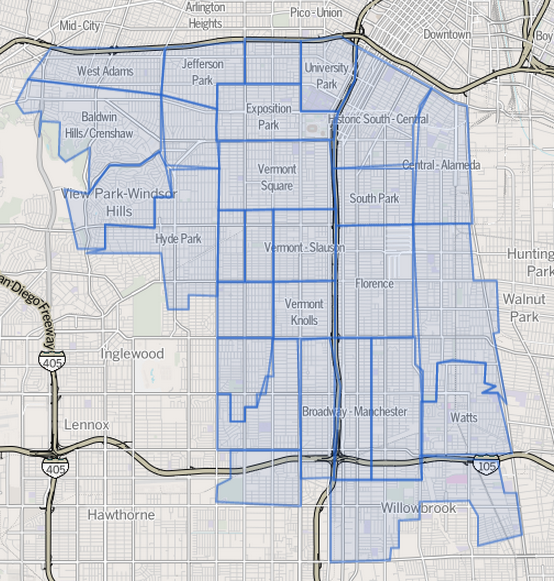
Karte der Los Angeles Times mit den South Los Angeles zugerechneten Stadtteilen

Obwohl folgende Städte nicht zu Los Angeles gehören, werden sie oft dazugerechnet:
- Compton
- Huntington Park
- Inglewood
- Hawthorne
- Lynwood
- South Gate
- Vernon

Gemeindefreie Gebiete:
- Athens
- Florence
- Lennox
- View Park-Windsor Hills
- Willowbrook

## Söhne und Töchter der Region
- The Game (Compton), Rapper
- Arthur Lee (Crenshaw), Rockmusiker
- Barry White (Watts), Soulsänger und Musikproduzent
- B. G. Knocc Out (Compton), Rapper
- Charles Mingus (Watts), Jazzmusiker
- Darryl Strawberry (Crenshaw), Baseballspieler
- Dr. Dre (Compton), Rapper (N.W.A)
- Eazy-E (Compton), Rapper (N.W.A.)
- Eric Dolphy (Watts), Jazzmusiker
- Hampton Hawes, Jazzmusiker
- Ice Cube (South LA), Rapper (N.W.A)
- Ice-T (Crenshaw), Rapper
- James Hahn (Morningside Park), Politiker
- Jay Rock (Watts), Rapper
- John Singleton, Filmregisseur, Drehbuchautor und Produzent
- Kendrick Lamar (Compton), Rapper
- Keyshawn Johnson (Crenshaw), Footballspieler
- Mack 10,  Rapper und Schauspieler
- Marques Houston (Inglewood), Contemporary-R&B-Sänger und Schauspieler
- MC Ren (Compton), Rapper (N.W.A)
- Nipsey Hussle (Crenshaw), Rapper
- Omarion (Inglewood), Contemporary-R&B-Sänger und Schauspieler
- Paul Pierce (Inglewood), Basketballspieler, Inglewood High School, Los Angeles Clippers
- Ralph Bunche, Bürgerrechtler
- Regina King, Schauspielerin
- Shawn Fonteno alias Solo, Rapper, Schauspieler und Synchronsprecher
- South Central Cartel, Hip-Hop-Gruppe
- Tom Araya (South Gate), Bassist und Sänger
- Tyra Banks (Inglewood), Fotomodell und Schauspielerin
- Tyrese Gibson (Watts), Contemporary-R&B-Sänger, Rapper, Schauspieler und Model
- Weird Al Yankovic (Lynwood), Musiker, Parodist und Akkordeon-Spieler
- Margaret Seltzer gab in ihrer Autobiographie an, aus South Los Angeles zu stammen, wuchs aber tatsächlich in Sherman-Oaks auf